# Steve Brookstein
Steve Brookstein (né le 10 novembre 1968 à Mitcham, dans le sud de Londres) est un chanteur britannique de jazz et de soul. Il est devenu célèbre en 2004, en remportant la première édition de l'émission britannique The X Factor.

## Discographie

### Albums
| Année | Information | UK  | IRE | Ventes et prix                  |
| ----- | --- | --- | --- | ------------------------------- |
| 2005  | Heart and Soul - First studio album - Released: 9 May 2005 - Label: Sony BMG - Format: CD                             | 1   | 20  | U.K sales: 250.000+ BPI: Silver |
| 2006  | 40,000 Things - Second studio album - Released: 9 October 2006 - Label: Numunu Records - Format: CD, digital download | 165 | -   | U.K sales: 7,000 BPI: N/A       |

### Singles
| Année | Single                 | Chart Positions | Chart Positions | Album          |
| Année | Single                 | UK              | IRE             | Album          |
| ----- | ---------------------- | --------------- | --------------- | -------------- |
| 2004  | "Against All Odds"     | 1               | 11              | Heart and Soul |
| 2006  | "Fighting Butterflies" | 193             | -               | 40,000 Things  |
| 2010  | "Don't Give Up"        | -               | -               | -              |

## Tours
- The X Factor Live! Tour 2005
- The 40,000 Things Tour 2006
- The Great American Soul Book Tour 2007

## Lien
- Official website